# Зебрук, Роберт ван
Робертюс Йосеф (Роберт) ван Зебрук (нидерл. Robertus Joseph (Robert) van Zeebroeck; 31 октября 1909, Брюссель — 1991, Транент, Лотиан) — бельгийский фигурист, выступавший в одиночном и парном катании. Бронзовый призёр зимних Олимпийских игр 1928 года, участник зимних Олимпийских игр 1936 года.

## Биография
Роберт ван Зебрук родился 31 октября 1909 года в бельгийском городе Брюссель.
Выступал в соревнованиях по фигурному катанию за антверпенский СПА.
Дважды участвовал в чемпионатах мира: в 1926 году в Берлине занял 7-е место в одиночном катании, в 1938 году в Берлине — 9-е.
Дважды выступал на чемпионатах Европы: в 1926 году в Давосе занял 6-е место, в 1936 году в Берлине — 10-е.
В 1928 году вошёл в состав сборной Бельгии на зимних Олимпийских играх в Санкт-Морице. В одиночном катании завоевал бронзовую медаль, набрав 2578,75 балла и уступив 119,50 балла завоевавшему золото Йиллису Графстрёму из Швеции. В парном катании вместе с Йоси ван Лерберг занял 6-е место, набрав 83,00 балла и уступив 17,50 балла победителям Андре Жоли и Пьеру Брюне из Франции.
В 1936 году вошёл в состав сборной Бельгии на зимних Олимпийских играх в Гармиш-Партенкирхене. Был заявлен в одиночном катании, но не вышел на старт.
Умер в 1991 году в британском городе Транент.